# Ahmed Dowidar
Ahmed Dowidar (Giza, 29 de outubro de 1987) é um futebolista profissional egípcio que atua como defensor.

## Carreira
Ahmed Dowidar representou o elenco da Seleção Egípcia de Futebol no Campeonato Africano das Nações de 2017.

## Títulos
Seleção Egípcia
- Campeonato Africano das Nações: Vice - 2017